# 치유상담대학원대학교
치유상담대학원대학교(治癒相談大學院大學校, Healing & Counseling Graduate University)는 서울특별시 서초구에 있는 사립 대학원대학이다.

## 학교 연혁
- 2014년 9월 1일: 크리스찬치유상담대학원대학교 설립
- 2017년 1월: 치유상담대학원대학교로 교명 변경
- 2021년 3월: 전문대학원 과정으로 개편

## 교육편제
치유상담대학원대학교는 단일 학과 운영하며, 3개의 하위 전공을 제공한다.
- 치유상담학과
  - 전인치유상담전공
  - 가족상담전공
  - 표현예술치료전공

## 같이 보기
- 서울상담심리대학원대학교 (구 용문상담심리대학원대학교. 상담심리학과.)
- 한국상담대학원대학교 (상담학과)
- 동방문화대학원대학교 (명상심리상담학과)
- 서울불교대학원대학교 (상담심리학과)